# クライストチャーチ・タウンホール
クライストチャーチ・タウンホール（英語: Christchurch Town Hall for Performing Arts）は、ニュージーランドクライストチャーチにある多目的ホール、コンサートホール。

## 概要
正式名称は、「クライストチャーチ・タウンホール・フォー・パフォーミングアーツ」。一般的には、クライストチャーチ・タウンホールの名で知られる多目的ホール、コンサートホールである。クライストチャーチ交響楽団、クライストチャーチ・シティーコーラスの本拠地であり、ニュージーランド交響楽団のクライストチャーチ公演会場である。

## 歴史
デニス・ブランデルニュージーランド総督（当時）により開館宣言され、1972年9月30日に正式開館した多目的ホール。館内には室内コンサート会場のほか、劇場（ジェームズ・ヘイ劇場）、チケットカウンター、多目的練習室、会議室、レストランが併設され、クライスチャーチの文化活動の中心会場として利用されている。毎年4月に行われるリンカーン大学とカンタベリー大学の卒業式典会場としても使用される。
隣接するクライストチャーチ・コンベンションセンターへはキルモア通り上空（タウンホール2階部分）に設置された専用連絡通路を通り移動できる（ただし、コンベンションセンターとタウンホールが提携を持つ催し開催時のみ使用可能）。大規模な催しが開催される時はコンベンションセンターとタウンホールを合わせ合同会場として使用される。隣接するクラウン・プラザ・ホテル（旧パークロイヤル・ホテル）へも2階からの専用連絡通路を通り移動できる（ただし、クラウン・プラザ・ホテルとタウンホールが提携を持つ催し開催時のみ使用可能）。

## 運営
運営はクライストチャーチ市が100％出資した会場運営会社「VBASE」によって行われている。なお、VBASE社はクライストチャーチ・タウンホールのほか、クライストチャーチ・コンベンションセンター、AMIスタジアム、ウェストパック・アリーナの運営管理も行っている。

## 施設概要
- 地上2階建
- 館内設計：サー・ミルズ・ウォーレンとモーリス・マホーニー
- 音響設計：ハロルド・マーシャル博士（オークランド大学名誉教授）
- 専属オルガン奏者：マーティン・セッチェル（カンタベリー大学准教授）
- ダグラス・リルバーン・オーディトリアム（客席：2584席、オーケストラピット：130席、パイプオルガン（リガー・パイプオルガン）設置）
- ジェームズ・ヘイ劇場（客席：1006席）
- 練習室
- 第1会議室、第2会議室
- 小会議室
- 小ホール
- 多目的展示室
- チケット販売窓口・インフォメーション窓口
- カフェテリア
- レストラン（120席）

## 交通
クライストチャーチ国際空港から車で約20分の距離にあり、クライストチャーチ市中心部に位置する会場。クライストチャーチ大聖堂から徒歩5分。